# 舞台監督
舞台監督（ぶたいかんとく）は、舞台上で行われるコンサート・イベント・演劇などで、演出家（もしくはそれに相当するクリエイター）の意向を汲み、その伝えたいイメージを具現化するスタッフの調整・指揮・進行管理をする責任者である。スタッフの間では「ブカン」「ブタカン」と呼ばれる。なお、映画監督と呼称が似ているため、これに対応した舞台劇の演出責任者と混同されることがあるが、そちらは演出家と呼ばれる。舞台監督の仕事は映画におけるチーフ助監督や製作主任に近く、名称としては映画全体の監督というわけではない撮影監督とも似ている。

## 実務
舞台監督の最大かつ最重要の業務は舞台（楽屋、ロビーも含めて）において事故が発生しないように務めることである。
オペラ、バレエ、演劇、コンサートなど、舞台監督業務において専門分野化されており、それぞれのジャンルを専門とする形態に分かれる。

また、それぞれの分野、専門性において、求められる舞台監督の仕事の内容は異なるが、共通して言える業務内容として、公演においての舞台上の総責任者である。演出家の求めるプランを実行するにあたり、照明、音響、大道具、小道具、特殊効果、出演者の動きを把握、調整し、演出の意図に沿った舞台の実現のため、実務を遂行する。

本番日までの作業スケジュールの作成・調整、予算への助言、公演会場での作業スケジュールの管理、進行。

ゲネプロ（ゲネラルプローベ）、リハーサル・本番中の照明、音響、出演者へのキッカケ（キュー）出し、機材等の搬入搬出の段取りなど、公演のはじめから終わりまで、その責任範囲は広範囲に及ぶ。

実務の性格上、照明、音響、大道具などを中心に幅広い知識を求められ、また、上演される作品への造詣も必要とされる。

大きな規模の公演では、舞台監督の配下に数名の舞台監督助手が組織され、演出部と呼ばれる場合もある。

新劇を中心として、舞台監督は劇団演出部に所属し、演出家になる課程において舞台監督を担当する形態も見られるが、プロデュース公演などにおいては、演出家または制作より舞台監督が指名される場合が多く、その多くは舞台監督を業務として独立している場合が多い。
その内容、所属する集団や開催する場所、力量、公演規模などにより各役割を他のセクションが担当する場合も多々ある。一般的に規模が大きくなればなるほど舞台監督の役割を担うセクションの多人数化・分担化がなされ、規模が小さくなると専任ですらなくなることが多い。

## 事前準備
舞台監督の仕事の大半を占めるのが事前準備であると言っても過言ではない。
舞台監督の仕事の取り掛かりはまず台本を読むことから始り、場合によって出演者より早く台本が渡され（出演者、スタッフの顔合わせより、早い段階であるのが通常）、台本のト書きの把握から始まり、その台本の上演にあたり必要とされるであろう、大道具、小道具、特殊効果の予測、照明、音響に必要なきっかけ出しなど大まかに掴むことから仕事が始る。

以上の事柄を中心に把握後、演出家を中心に、プロデューサー、美術プランナー、照明プランナー、音響プランナー、衣装プランナー等、公演に関わる主要スタッフの会議を招集し（場合によってはプロデューサーが招集）演出家よりの演出方針の説明を受け、それに必要とされる各セクションの予算などを会議で決定するが、その際、議事進行の中心となるのが舞台監督であるため、プロデューサーへの予算配分への助言ほか、公演までの作業スケジュールの決定などに大きな権限が発生する。

これは舞台監督が上演までに必要な作業を実務家として遂行する責任者であるためであるが、各セクション間で発生する利害、問題を、上演までの限られた時間と予算を無駄なく押し進めるのが舞台監督に必要とされる職能であり、同時に利害関係の調整能力が大きくものをいう。

また、予算会議の他、演出会議が別に設けられる場合が多く、演出家のアイデアと、舞台美術家から提案されるアイデアが実現可能であるか、また、実現するにあたり障害が発生する際の対処の方法、実行に当たって様々な角度からの検証作業（輸送、設営、転換、バラシ、危険性がないか等）、場合によっては美術プランにおける材質の変更、また、仕込み作業における人員の確保などにおいての調整に関わる面において、舞台監督の経験が発揮される場面である。
稽古においても、舞台監督はト書き読みなどで参加するため、他の照明、音響スタッフが立ち稽古の段階から参加するのに比べ、比較的早い段階の読み稽古から稽古場での仕事がスタートする。一般的に、美術プランは立ち稽古までにエレベーションが上がるため、立ち稽古の進捗にあわせ稽古場での仮道具の設営、準備など、立ち稽古でできるだけ本番の舞台に近い状態を再現し、立ち稽古に入った出演者の動きをよく観察し、俳優に危険がある場合など、演出家、美術プランナー等のスタッフと相談し大道具の修正を指示する。また、この段階から転換などの作業が発生するため、転換作業にあたるスタッフの動きの確認等の仕事も発生する。

転換に必要な要員が演出部以外の出演者でまかなわれる場合、出演者の香盤表を元に転換表などを作成するが、役者によっては早替え、衣装替えなど出演者に芝居以外に負担を与えないよう十分考慮して舞台監督は転換表を作成することが求められる。俳優の動きに合わせた舞台美術の修正指示他、転換においての段取り、などの確認が終わる頃、会場への輸送、搬出入が可能な道具割りであるか、また、設営が時間内で可能であるかなど、道具調べなどの仕事も出てくるため、立ち稽古後半の舞台監督の仕事は非常に多忙を極める。

### 情報の入手
常設の施設を使用する場合、仕込み用の図面・電源や舞台機構操作盤の位置・実際に操作する時の制限・搬入口の位置や条件・備品など、必要な情報を入手・手配する。

場面転換や幕などの吊り物の位置関係を知るために重要なものであり、特に各地を移動しての公演の場合、施設により諸条件が違うため、大道具、照明などの仕込みの条件が異なるため、通常の仕込みが止むを得ず出来ない場合、カットする大道具の優先順位、また、道具の仕込みが出来ないため発生する、出演者のミザンスなども違ってくるため、演出の変更に関わる部分において、演出家、美術プランナー、振付師などと協議し、稽古場での段階から地方公演を想定した稽古の設定、対策、また、は変更点の確認作業が発生する。また、搬出入などに障害が予想される場合、現地での搬出・搬入のお手伝いスタッフの人数の増減他、大道具の仕込みにおいて現地で手配する大道具スタッフの人数の調整、手配など、制作費に関わる事項が発生するため、プロデューサーとの確認作業が重要になる。

また、各公演施設での仕込みバラシ作業を前提とした合理的な道具割りであるのか、大道具をはじめとした機材などの運搬手段、必要なトランポの確保（大型トラック・中型トラック等の台数&選定他積み込みプラン）などの段取りが重要になる。

情報を得るのは容易であるが、それをどのように現場に即した合理的対応が出来るかが舞台監督に課せられる職務であり、また、その手腕が試される。

### 進行管理
オペラ、バレエ、演劇、コンサートなどの種別により詳細は異なるが、それぞれにおいて進行に関する舞台監督の専門性が一番発揮される場面である。

仕込み中の照明、音響、大道具などの作業の指示、段取りについての基本は種別が違ってもそう変わらない。オペラ、演劇を中心とした、台本があるものでは、サウンドチェック、場当たり、ゲネラルプローベ、リハーサル等をはじめとして、基本的には台本と演出の指示に忠実にしたがって、舞台上において上演するにあたり支障が出ないよう最大限の努力につとめることが主な仕事である（ただし音楽が入らない演劇や、PAを伴わないオペラ、バレエなどの場合は通常サウンドチェックを段取りとして組まない）。一方、コンサートなどで基本資料として曲目表のみしかない場合、コンサートを専門とする舞台監督は曲目表とは別に、緞帳キッカケ、照明、音響、大道具の転換などへのキュー、出演者の出、ハケなどを盛り込み、進行表を作成する場合が多く、それを元に本番においての進行を管理をする。演劇などの場合に比べ、出演するミュージシャン、出演者を事前のリハーサルで長期に渡って拘束することが難しいため、事前の短いリハーサル期間で必要な段取りを組まなければならない場合が多く、スタジオを使ってのリハーサル中は非常に多忙を極める。

他、オペラ、バレエを専門とする舞台監督の場合、リハーサル、本番の進行に於いて、古典の演目についての造詣が必要である。新作以外はある程度、慣習化されたキッカケがあるためであり、曲（譜面）にしたがっての照明キュー、吊り物操作など、専門性が発揮される場面でもある。オーケストラが入る場合のオペラ、バレエ公演などは、基本的に指揮者（または副指揮者）に従うのが通常であるが、オーケストラが入らない場合の公演などは、音響への曲のテンポの変更指示なども舞台監督の範疇に入る場合がある。

### 届け・申請
常設施設の場合、施設管理者に対し公演概要や仕込み図を作成し提出。
仮設施設や公道・公演などの屋外（劇場等以外の建築物その他の工作物）での企画は催物の開催届けが必要になるので、管轄地域の自治体に確認が必要である。
また、搬入量が多く、トラックが長時間道路交通を遮断するような場合には、管轄警察署に道路使用許可申請を提出しなければならない。
舞台上で火気（真火または本火）を使う場合、ホール管理者の了解を得るだけでなく、管轄消防署に対し、公演を行う場所の自治体の定める法令書式に則って、火気使用の禁止行為解除承認申請を提出しなければならない。使用する火気の規模は関係なく、マッチ1本、タバコ1本から提出する必要がある。スモークマシンは、スモークを生成するために使用する、オイルの可燃性の有無により、消防法、（各自治体の定める消防条例）に定める、危険物品持込に伴う禁止解除承認申請が必要である。演出の都合上、公演中に誘導灯を消灯する時にも、誘導灯消灯計画書や警備要員編成表など様々な書類を用意・提出しなければならない。
以上、書類の作成についてはその内容の性格上、舞台監督、または専門の特殊効果担当者や会場の常設責任者が作成するが、実際に各所轄機関への提出については、制作に委ねることが多い。

### 資料の作成
責任範囲が広く、それぞれの物事がお互いに影響しあうためにありとあらゆる物事を把握しなければならない。そのため、前述の仕込み図だけでなく、道具帳・転換表・搬入物の輸送手段一覧など、様々な資料を用意するもしくは依頼する。

## 設営（仕込み）
事前に設営のタイムスケジュールを立て、そのスケジュールに合うような輸送・搬入計画を立てる。

予期しないことが発生したりスケジュール通りにいかなかったりする時に、各セクションの利害調整を図り、順番と時間配分を決定する役割も持つ。
限られた時間内で舞台・照明・音響などの仕込みを済ませなければならないため、作業中はさまざまな危険が伴う。仕込み中の安全管理は舞台監督の責務である。上に述べたようなさまざまな能力が求められる舞台監督は、仕込み作業を実際に行うことにも長けている場合が多いが、全体の進行管理に専念するために、通常は実際の作業は行わない。

## 公演期間中
この段階では、作品クオリティの維持は演出家から舞台監督に委ねられる。

が、ここでは各方面に気を配り、テクニカルな部分だけではなく演出の意図を汲み取っての維持が出来るかどうかも舞台監督の手腕の見せ所である。

それに加え現場責任者としての責任を負いながら、機構操作などの役割も担っていく。

### 本番前
リハーサル（ゲネプロ）が終了後、照明の当たりなおし、シーンデータの修正、また楽器のチューニング他、音響の直し作業などがある。場合によっては舞台上で、リハーサルで上手くいかなかったシーンの小返しほか、部分での転換稽古の必要性が生じる。

たいていの場合、リハーサル終了から、開場までの時間が限られている場合が多く、どのスタッフセクションへどれくらいの時間を与えなければならないか等の調整が舞台監督に求められるが、舞台上で出演者が必要な小返しを最優先に舞台監督は時間の配分を決定する役割を持つ。

小返し、各スタッフの直し作業が終り、舞台上の大道具他、小道具、舞台袖で準備が必要な備品、の準備が開演に向け整っているか、小屋への緞帳他、電動制御のバトンの操作キッカケなどの最終打ち合わせをし、各セクションに確認を取り、舞台監督は客入れ（開場）のキューをプロデューサーに出す。

また、コンサートなどで緞帳を使わない演出の場合、開演までステージに上がることが出来なくなるため、出演するミュージシャンに対し、舞台上の譜面、楽器の準備が整っているか、チューニングを済ませているか（またはどのタイミングで行うか）などを確認して回り、開場のキューを出すのと同時に楽屋回りへも、開場した旨を伝える。
開場後、開演までの時間を舞台監督助手などに10分刻みで楽屋の出演者へ知らせて回らせるが、出演者のメイクなどの準備の状況などを観察させ、舞台監督に報告させる。

また、この時間を使い、演出からのダメ出しを元に、照明、音響、大道具、コンサートなどの場合、バンドマスターとキッカケ等を再確認する。直前での開演時間の決定権は舞台監督が持つものとされるが、実際は客入りの状況などを判断しプロデューサーであったり、演出家であったり、コンサートの場合など、主役（トップ）の出演者であったりする場合があるが、誰が最終的な開演の判断をするかを確認し、少なくても予定開演時間の15分前には押しの判断を決定する。

この場合スタッフを統括する意味においての舞台監督の役割が重要視される。つまり、いかなる状況においても開演に向けスタッフサイドが対応できる状況を作り出す作業を舞台監督は求められると同時に、開演直前にトラブルが生じた際など、適切な判断で処理し、出演者、スタッフに対し上演にあたり安心感を与えることも重要になる。

### 本番中
緞帳やバトンなどの機構や花火・スモーク、舞台進行上必要な転換、各セクション・役者へのキッカケ出しを行う。

進行と安全の最終的な責任を持ち、突発的な様々なトラブルに対応する。

また、重大な障害が発生した・発生が予見できる・安全の確保ができない等の場合に中止する（もしくは進言する）権限を持つ。

### 本番終了後
本番終了までに照明、音響、大道具他の主要スタッフを集め、バラシ打ち合わせ（バラ打ち）を行い、バラシ、積み込み作業についての段取りを決め、それに従い本番終了後バラシと撤収作業を行う。

バラシ中の舞台監督は、打ち合わせにもとづいた作業が行われているか、また、段取りについて指示を出す一方、公演会場の原状復帰がなされているかなどの監督作業も行う。

このほか、荷下ろし作業の段取りの確認、レンタルした道具、用意したが使わなかった物などの輸送、返却の段取り、道具類の保管方法、次回設営に向け道具の組み合わせが分かるように相番をふるなども舞台監督の範疇に入る仕事であり、再演が予想される場合、基本仕込み図面からの変更箇所の訂正、転換や香盤表の変更データ保存などの事務作業が残る。

ツアーなどの場合は、次の公演会場の搬入の段取りにもとづいた積み込みが行われているか、次の会場におけるスタッフの集合時間の再確認などがある。